# پدر پدرسن (دوچرخه‌سوار)
پدر پدرسن (دانمارکی: Peder Pedersen; ۳ نوامبر ۱۹۴۵ – ۹ ژانویهٔ ۲۰۱۵) دوچرخه‌سوار اهل دانمارک بود.
وی در مسابقات کشوری و بین‌المللی در مجموع برندهٔ ۲ مدال طلا، ۲ مدال نقره، ۲ مدال برنز شده‌است.